# SN 441011
|      | Einphasig | Dreiphasig |
| ---- | --------- | ---------- |
| 10 A | Typ 13    | Typ 15     |
| 16 A | Typ 23    | Typ 25     |

Die SN 441011, bis 2019 SEV 1011, ist eine Schweizer Norm für Stecker und Steckdosen für den Hausgebrauch und ähnliche Zwecke. Der Stecker SN 441011 Typ 12 und die Steckdose SN 441011 Typ 13 sind international auch als Typ J bekannt. Neben der Schweiz ist diese Steckernorm auch in Liechtenstein in Verwendung.
Das in der Norm definierte Stecksystem für 250 V bzw. 440 V Wechselspannung (Netzspannung 230 V/400 V plus Toleranz) bei 50 Hz ist «hierarchisch abwärtskompatibel» aufgebaut. Damit ist gemeint, dass für 16 Ampere ausgelegte Steckdosen mit rechteckigen Löchern auch Stecker für 10 Ampere mit klassisch runden Stiften aufnehmen, umgekehrt jedoch nicht, und dass zwei- bzw. dreipolige (einphasige) Stecker auch mit fünfpoligen (dreiphasigen) Steckdosen verwendet werden können. Auch der Eurostecker (2,5 A) passt in alle vier Steckdosentypen.
Bei allen Ausführungen mit drei oder fünf Kontaktstiften (Typ 12/13, 15, 23 und 25) ist der mittlere Pol der Schutzkontakt. Obwohl die Kontaktstifte gleich lang sind, ist der Schutzkontakt vorauseilend, weil die Buchsen für Neutralleiter und Aussenleiter in der Steckdose tiefer versenkt angebracht sind. Durch die versetzte Anordnung der Kontakte ist eine Verpolungssicherheit gewährleistet: Zeigt bei einphasigen Steckdosen von vorne betrachtet der Schutzkontakt nach unten, so ist der Aussenleiter rechts. Alle vier aktuellen Steckdosentypen sind mit Schutzkragen ausgestattet. Steckdosen ohne Schutzkragen (T12) dürfen seit 2017 nicht mehr in Verkehr gebracht werden und waren auch zuvor nur ausserhalb von Nassräumen erlaubt, bestehende Steckdosen dieser Art dürfen aber weiter betrieben werden.

## Eigenschaften

Polung der T13-Steckdose.
Blau (links): Neutralleiter
Grün-gelb (Mitte): Schutzleiter
Braun (rechts): Aussenleiter

Das System ist verpolungssicher, der Aussenleiter befindet sich bei 230-V-Steckdosen stets rechts, falls das „Dreieck“ mit dem Schutzleiter in der Mitte nach unten zeigt; dies ist die übliche Montage bei Einzelsteckdosen.
Bei veralteten Steckdosen ohne Schutzkragen (T12) sind während des Einsteckens und Herausziehens spannungsführende Kontaktstifte frei zugänglich, sofern T11- oder T12-Stecker älterer Norm verwendet werden. Dort besteht die Gefahr eines Stromunfalls. Deshalb dürfen seit dem 1. Januar 2013 keine derartigen Stecker (T11 und T12) ohne Isolierung in den Umlauf gebracht werden und seit 2017 dürfen darüber hinaus keine Steckdosen ohne Schutzkragen (T12) mehr neu installiert werden.
Der Stecker des Typs 12/13 mit seiner zulässigen Belastbarkeit von 10 A kann in eine Steckdose des Typs 23 eingeführt werden, die in der Regel mit 16 A abgesichert wird. Damit werden diese Stecker durch die Hausinstallation nicht gegen eine Überlastung im Bereich zwischen 10 A und 16 A geschützt. Eine derartige Belastung wäre beispielsweise bei einer Typ-13-Mehrfachsteckdose denkbar, an welcher mehrere grössere Verbraucher mit Typ-13-Steckern angeschlossen werden. Daher müssen Typ-13-Kabeltrommeln zwingend mit einem Überlastschutz versehen werden, Steckdosenleisten ohne Überstromschutz durften gemäss SEV 1011:2009/A1:2012 nur noch bis Ende 2015 hergestellt und bis Ende 2018 verkauft werden. Dies löst aber nicht das Problem bei Mehrfachsteckdosenleisten und Kabeltrommeln älteren Standards sowie bei Abzweigsteckern, für welche nach wie vor kein Überstromschutz vorgesehen ist.
Verglichen mit dem Schuko-System, dem amerikanischen System und Systemen ohne Schutzkontakte gilt das gegenwärtige Schweizer System als eines der platzsparendsten Systeme. Ein Normanschlussfeld für 230 Volt kann bis zu drei (manchmal auch vier) Anschlüsse aufnehmen. Das internationale IEC-60906-1-System weist grosse Ähnlichkeiten auf.
Der Schutzleiter ist vorauseilend. Die Norm erzwingt bei Steckdosen eine Konstruktion, bei der sichergestellt ist, dass der Schutzleiter zuerst verbunden wird. Dies geschieht, indem sie definiert, dass die Buchsen der Aussenleiter und der Neutralleiter mindestens 3 mm tiefer sein müssen als die Schutzleiter-Buchse (SEV 6534-1:2009 für Typ 13, SEV 5934-1:2009 für Typ 23).
Durch die sechseckige Form, das Versenken der Steckdose und die drei Stifte bietet das System einen sicheren mechanischen Halt sowie eine hohe mechanische Beanspruchbarkeit, auch gegen ein Verdrehen. Hingegen finden bei veralteten Steckdosen ohne Schutzkragen zweipolige Stecker nicht immer sicheren Halt, sodass diese bei Zug am Kabel aus der Steckdose gezogen werden können (beispielsweise ist bei Staubsaugern der Widerstand der Kabelaufrollung oft grösser als der Halt des Steckers, was dazu führt, dass beim Staubsaugen der Stecker aus der Dose gezogen werden kann). Bei Eurosteckern erfolgt die Abhilfe damit, dass die beiden Stifte leicht gegeneinander gekrümmt sind, betreffende Steckernetzteile können daher kaum durch das eigene Gewicht aus der Steckdose herausfallen.

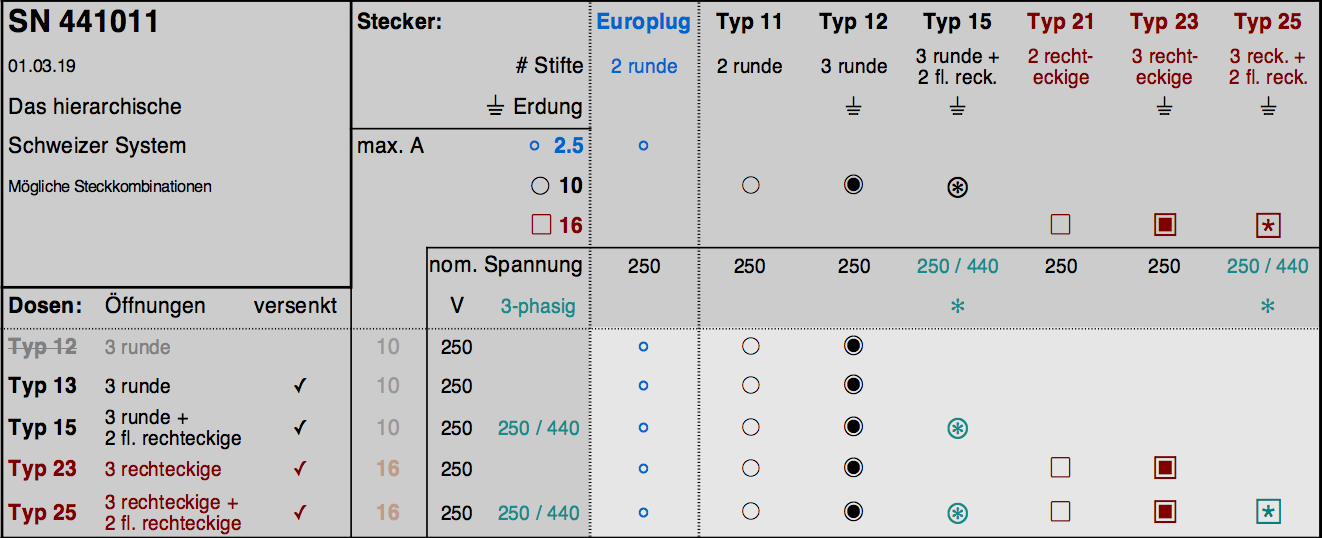
Die Norm SN 441011:2019: Das hierarchisch kompatible Schweizer System von Stromsteckern und -steckdosen für den Haushaltsbereich

Das modular aufgebaute Steckersystem erlaubt die Nutzung der Stecker in Buchsen für höhere Stromstärken wie folgt:
- Typ 12/13: dreipolige Stecker/Steckdose mit Schutzkragen, 10 A
  - Buchse Typ 13 nimmt Stecker vom Typ 12 und zweipolige Stecker Typ 11 sowie Eurostecker Typ 26 auf
- Typ 15: fünfpolige Stecker/Steckdosen (400 Volt Drehstrom), 10 A (immer mit Schutzkragen)
  - Buchse nimmt auch Stecker vom Typ 11, 12 und 13 sowie Eurostecker auf
- Typ 23: dreipolige Stecker/Steckdose 16 A, die Steckerstifte sind viereckig (immer mit Schutzkragen)
  - Buchse nimmt auch Stecker vom Typ 11, 12, 13 und Eurostecker auf
- Typ 25: fünfpolige Stecker/Steckdose (400 Volt Drehstrom) 16 A, die Steckerstifte sind viereckig (immer mit Schutzkragen)
  - Buchse nimmt auch Stecker vom Typ 11, 12, 13, 15, 23 und den Eurostecker auf

Bei historischen Steckdosen:
- Typ 12: dreipolige Stecker/Steckdose ohne Schutzkragen, 10 A
  - Buchse nimmt Stecker vom Typ 12 wie auch die zweipoligen Eurostecker und die alten zweipoligen „viereckigen“ oder abgewinkelten runden Stecker auf. Die Buchse kann auch die dreipoligen Stecker des alten Typs 2 aufnehmen, die Schutzleiterfunktion ist dann aber nicht gewährleistet.
  - Dieser Typ durfte nur bis zum 31. Dezember 2016 vertrieben werden.
- Typ 14: dreipolige Stecker/Steckdosen mit Schutzkragen, 10 A. Doppelte Erdung sowohl als Loch für Typ 12/13 als auch vorstehend für den alten Stecker Typ 2 (ähnlich wie beim französischen System CEE 7/5, aber nicht mit diesem kompatibel, da der Abstand zum Schutzleiter nicht übereinstimmt). Übergangssteckdose während der Umstellung auf den heutigen Standard. Darf seit 1974 nicht mehr neu verbaut werden, ist aber an Mehrfachsteckdosen nach wie vor anzutreffen.[4]

### Abmessungen

Dem Stecker T12 und den davon abgeleiteten Steckern liegt ein Quadrat mit mindestens 25 und höchstens 26 mm Seitenlänge zugrunde. Details, wie etwa zu den Toleranzen und die Stiftkonfiguration, sind den jeweiligen Normblättern zu entnehmen.

Abmasse der Schutzkragen bei SteckdosenKragen von Steckdosen nach T11 und T21 sind mindestens 16 mm (+1 mm), die nach T13 und T23 mindestens 21 mm (+2 mm) breit. Alle Kragen dieser Typen sind mindestens 36,5 mm lang. Die jeweiligen Winkel betragen 45 Grad. Solche von Dreiphasensteckdosen haben eine Abmasse von 37,2 (±0,7) × 39,5 (±1) mm.
Schutzkragentiefe bei SteckdosenBei einphasigen Steckdosen (T11, T13, T21, T23) ist der Schutzkragen 13 mm (+5 mm), bei dreiphasigen Steckdosen 17,5 mm (+1 mm) tief.
Abmasse der SteckerStecker nach T11 und T21 sind zwischen 13 mm und 14,5 mm breit, die nach T12 und T23 zwischen 17 mm und 20 mm breit. Stecker nach T11 und T13 zwischen 35 mm und 36 mm lang. Die jeweiligen Winkel betragen 45 Grad. Dreiphasenstecker haben eine Abmasse von 35,4 (±0,7) × 30 (±0,7) mm.
Stiftlänge der SteckerBei allen Typen sind die Stifte 19 mm (±0,5 mm) lang. Die Länge der Isolierung an den Steckerstiften beträgt 8 mm (±0,25 mm).
Durchmesser der Stifte und der ÖffnungenDie Stifte der 10-A-Stecker haben einen Durchmesser von 4 mm (±0,06 mm). Der Durchmesser der Öffnungen bei den Steckdosen beträgt 4,5 mm (+0,2 mm). Die Stifte der 16-A-Stecker sind 4 (±0,06) x 5 (±0,06) mm breit, die entsprechenden Öffnungen sind 4,5 (+0,2) x 5,5 (+0,2) mm breit.
Abstand zwischen LeiternSowohl bei den 10-A- als auch bei den 16-A-Ausführungen beträgt der Abstand zwischen dem Aussenleiter und dem Neutralleiter 19 mm (±0,15 mm). Der Schutzleiter ist 5 mm (±0,1 mm) versetzt angeordnet. Bei den Dreiphasensteckern und -steckdosen (T15 und T25) ist L2 und L3 8 mm (±0,1 mm) vom Schutzleiter aus gesehen versetzt angeordnet, d. h., der Abstand zwischen L1 und L2 beziehungsweise zwischen N und L3 beträgt 13 mm.

### Absicherung

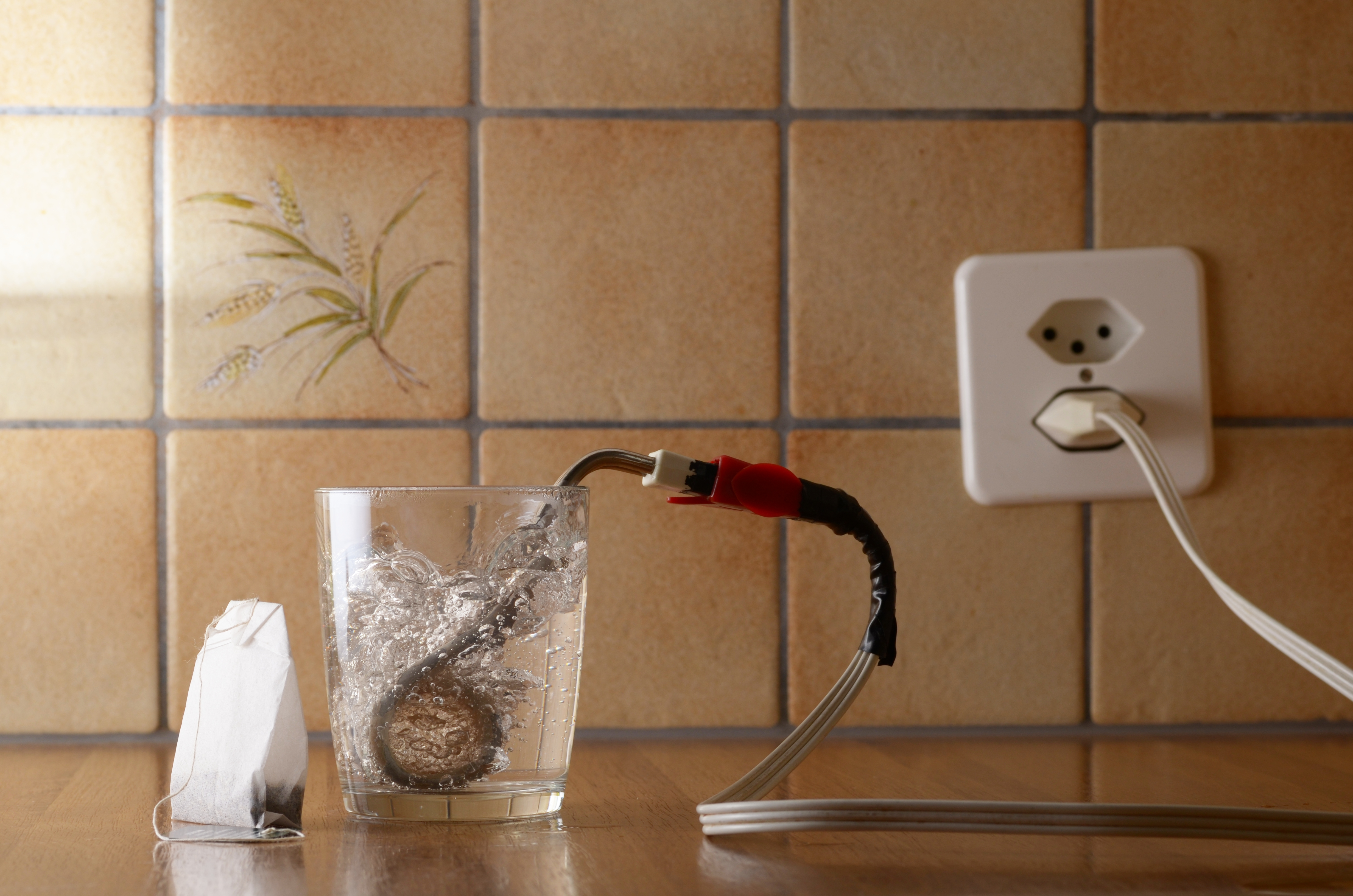
Tauchsieder an Doppelsteckdose. Durch das verwendete Stegkabel sind die 3 Adern inkl. Schutzleiter erkennbar.

Bis 1994 war gemäss den damaligen Hausinstallationsvorschriften (HV) eine zweifache Übersicherung der Steckdosen der J- und T-Typen zulässig. So war es gestattet, eine Steckdose J15 mit 25 A bzw. T15 mit 20 A abzusichern. Seit der Einführung der NIN 1995 ist eine solche Übersicherung nicht mehr erlaubt, der Bestandsschutz bleibt aber gewährleistet. Heute ist das Übersichern einer Steckdose verboten, mit der Ausnahme, dass Steckdosen mit einem Bemessungsstrom von 10 A (T13 oder T15) mit 13 A abgesichert werden dürfen, vorausgesetzt, es werden Leitungsschutzschalter eingesetzt.
|                       | IN = 10 A                                                                 | IN > 10 A           |
| --------------------- | ------------------------------------------------------------------------- | ------------------- |
| HV 1995               | max. 2 Stufen höher                                                       | max. 2 Stufen höher |
| NIN 1995 und NIN 2000 | max. 16 A                                                                 | max. IN             |
| NIN 2005              | Wohnbauten: Schmelzsicherung: max. 10 A, LS: max. 13 A Gewerbe: max. 16 A | max. IN             |
| NIN 2010 und NIN 2015 | Schmelzsicherung: max. 10 A LS: max. 13 A                                 | max. IN             |

## Kompatibilität
Die Steckdosen können die zweipoligen Eurostecker aufnehmen, nicht jedoch die deutschen Konturenstecker.
In die seit 2017 nicht mehr vertriebenen Steckdosen ohne Schutzkragen (T12) passen auch die dem Schuko-System ähnlichen GOST-7396-Stecker sowie einige 2P+T-Stecker (Stecker-Typ E) mit dünneren Kontaktstiften. In diesen Fällen ist die Schutzleiterfunktion nicht gegeben.
Ein mit dem Stecker SN 441011 Typ 11 identischer sechseckiger und zweipoliger Stecker für 10 A ist darüber hinaus auch in Italien bzw. bei Geräten italienischer Hersteller in anderen Ländern Europas anzutreffen. Typ 11 und der identische italienische Stecker passen in die internationale Steckdose nach IEC 60906-1, die für 16 A ausgelegt ist (bis dato in Südafrika sowie leicht abgewandelt in Brasilien als Norm eingeführt).
Trotz der grossen Ähnlichkeit ist die internationale Steckernorm IEC 60906-1 nicht vollständig zur SN 441011 kompatibel, da bei der IEC 60906-1 die Polung umgekehrt ist, der Schutzkontakt statt 5 mm Versatz nur 3 mm Versatz zur Mittellinie hat und der Stiftdurchmesser statt auf 4 mm auf 4,5 mm festgelegt ist, um einen sicheren Betrieb mit 16 A zu gewährleisten. Auch ein zweipoliger Stecker ohne Schutzkontakt für Steckdosen nach IEC 60906-1 würde daher in keinen der aktuellen Steckdosentypen nach SN 441011 passen, da auch die Breite der rechteckigen Löcher der beiden Typen für 16 A (Typ 15 und Typ 25) nur 4 mm beträgt.
Der Stecker SN 441011 Typ 11 ist darüber hinaus mit dem italienischen Steckdosensystem (CEI 23-50) für 10 A kompatibel. Er kann auch in die Steckdosen CEE 7/3 (Schuko) und CEE 7/5 (2P+T) eingeführt werden. Keinesfalls jedoch sollte man den Stecker SN 441011 Typ 11 mit Kupplungen für den Eurostecker verwenden, da diese nur für 2,5 A ausgelegt sind und bei einer wahrscheinlichen Überlast Brandgefahr besteht. Solche Kupplungen dürfen daher in der Schweiz nicht in Verkehr gebracht werden.

## Rechtliche Zulässigkeit
Die Installation von anderen Steckdosensystemen, wie beispielsweise Schuko, ist in der Schweiz nur gestattet, wenn eine Steckdose der Norm in Reichweite liegt. Umgekehrt hingegen ist die Verwendung von alternativen Steckdosensystemen – und damit des Schweizer Systems – in Deutschland nicht ausdrücklich verboten.

## Verbreitung
Die T-Stecker werden in der Schweiz und in Liechtenstein eingesetzt. In Literatur oder im Internet wird teilweise erwähnt, dass dieser Typ auch in Ruanda, Jordanien oder anderen Ländern verbreitet sein soll, belegt ist das aber nicht.

## Norm
Der Schweizer Standard wird in der Norm SN 441011 «Stecker und Steckdosen für den Hausgebrauch und ähnliche Zwecke» beschrieben, die folgende Normblätter beinhaltet:
- SN 441011-1: Beschreibung der Systeme mit Risikoanalyse und nationale Abweichungen zur IEC-60884-Serie
- SN 441011-2-1: Normblätter und Konstruktionsvorgaben für Steckvorrichtungen mit den Schutzarten IP20 und IP55
- SN 441011-2-2: Mehrfach- und Zwischenadapter, Verlängerungskabel, Steckdosenleisten sowie Reise- und Fixadapter
- SN 441011-2-3: Lehren

Bis 2019 war SEV 1011:2009 (ASE1011/1959 SW10A-R) die massgebende Norm. Veraltete Erzeugnisse nach SEV 1011:2009 durften nur bis zum 28. Februar 2022 hergestellt und importiert werden. Am 4. Dezember 2009 hat der technische Ausschuss TK23 die Norm SEV 1011:2009 dahingehend ergänzt, dass für 10-A-Stecker und Steckdosen des Typs 11/12 unter anderem einen verbesserter Schutz gegen Berührung, mit teilisolierten Steckerstiften, geboten wird. Seit dem 1. Januar 2013 müssen ausserdem Stecker Typ 11 und Typ 12 teilisolierte Steckerstifte aufweisen. Seit dem Jahr 2016 dürfen keine Flachsteckdosen (Typ 12) mehr montiert werden, nur noch Steckdosen Typ 13 sind zulässig.

## Typenübersicht

### Gegenwärtige Typen
Stand: 2020
|       | Einphasig L+N              | Einphasig L+N+PE | Dreiphasig 3L+N+PE | Querschnitt der Kontaktstifte | Max. Umfang zwecks Auflagefläche |
| ----- | -------------------------- | ---------------- | ------------------ | ----------------------------- | -------------------------------- |
| 2,5 A | Eurostecker                |                  |                    | 4 × π ≈ 12,57 mm²             | 12,57 mm                         |
| 10 A  | Typ 11*                    | Typ 12           | Typ 15             | 4 × π ≈ 12,57 mm²             | 12,57 mm                         |
| 16 A  | (kein Bildmaterial) Typ 21 | Typ 23           | Typ 25             | 4 × 5 = 20 mm²                | 18 mm                            |

* Typ 11 entspricht de facto dem italienischen zweipoligen Stecker für 10 A nach CEI 23-50.

### Alle Typen
| Typ                 | Art       | Bild                                    | Beschreibung                                                | Spannung/Strom     | Anschlüsse        | Gültigkeit | Zugehöriges Normblatt |
| ------------------- | --------- | --------------------------------------- | ----------------------------------------------------------- | ------------------ | ----------------- | --- | --------------------- |
| T1                  | Steckdose |                                         | Zweipolige Steckdose                                        | 250 V / 6 A        | L, N              | Vertrieb nicht mehr erlaubt                                                                                                   | SNV 24505             |
| T1                  | Stecker   |                                         | Zweipoliger Stecker                                         | 250 V / 10 A       | L, N              | Seit 1. Januar 2000 ist das Inverkehrsbringen untersagt                                                                       | SNV 24505             |
| T2                  | Steckdose |                                         | Dreipolige Steckdose mit Erdstift                           | 250 V / 6 A        | L, N, PE          | Vertrieb nicht mehr erlaubt                                                                                                   |                       |
| T2                  | Stecker   |                                         | Dreipoliger Stecker mit Erdkupplung                         | 250 V / 10 A       | L, N, PE          | Vertrieb nicht mehr erlaubt                                                                                                   |                       |
| T3                  | Steckdose |                                         | Zweipolige Steckdose                                        | 380 V / 10 A       | L1, L2            | Vertrieb nicht mehr erlaubt                                                                                                   | SNV 24527             |
| T3                  | Stecker   |                                         | Zweipoliger Stecker                                         | 380 V / 10 A       | L1, L2            | Vertrieb nicht mehr erlaubt                                                                                                   | SNV 24527             |
| T4                  | Steckdose |                                         | Dreipolige Steckdose mit Erdstift                           | 380 V / 10 A       | L1, L2, PE        | Vertrieb nicht mehr erlaubt                                                                                                   | SNV 24512             |
| T4                  | Stecker   |                                         | Dreipoliger Stecker mit Erdkupplung                         | 380 V / 10 A       | L1, L2, PE        | Vertrieb nicht mehr erlaubt                                                                                                   | SNV 24512             |
| T5                  | Steckdose |                                         | Vierpolige Steckdose mit Erdstift                           | 380 V / 10 A       | L1, L2, L3, PE    | Vertrieb nicht mehr erlaubt                                                                                                   | SNV 24514             |
| T5                  | Stecker   |                                         | Vierpoliger Stecker mit Erdkupplung                         | 380 V / 10 A       | L1, L2, L3, PE    | Vertrieb nicht mehr erlaubt                                                                                                   | SNV 24514             |
| T6                  | Steckdose |                                         | Zweipolige Steckdose                                        | 50 V / 10 A        |                   | Vertrieb nicht mehr erlaubt                                                                                                   | SNV 24516             |
| T6                  | Stecker   | Zweipoliger Stecker                     |                                                             | 50 V / 10 A        |                   | Vertrieb nicht mehr erlaubt                                                                                                   | SNV 24516             |
| T7                  | Steckdose |                                         | sog. Kochherd-Steckdose                                     | 500 V / 15 A       | L1, L2, PE        | Vertrieb nicht mehr erlaubt                                                                                                   | SNV 24518             |
| T7                  | Stecker   |                                         |                                                             | 500 V / 15 A       | L1, L2, PE        | Vertrieb nicht mehr erlaubt                                                                                                   | SNV 24518             |
| T8                  | Steckdose |                                         | sog. Kochherd-Steckdose                                     | 500 V / 15 A       | L1, L2, L3, PE    | Vertrieb nicht mehr erlaubt                                                                                                   | SNV 24520             |
| T8                  | Stecker   |                                         |                                                             | 500 V / 15 A       | L1, L2, L3, PE    | Vertrieb nicht mehr erlaubt                                                                                                   | SNV 24520             |
| T9                  | Steckdose |                                         | sog. Kochherd-Steckdose                                     | 500 V / 25 A       | L1, L2, L3, N, PE | Vertrieb nicht mehr erlaubt                                                                                                   | SNV 24522             |
| T9                  | Stecker   |                                         |                                                             | 500 V / 25 A       | L1, L2, L3, N, PE | Vertrieb nicht mehr erlaubt                                                                                                   | SNV 24522             |
| T10                 | Steckdose |                                         | sog. Kochherd-Steckdose                                     | 500 V / 25 A       | L1, L2, L3, PE    | Vertrieb nicht mehr erlaubt                                                                                                   | SNV 24524             |
| T10                 | Stecker   |                                         |                                                             | 500 V / 25 A       | L1, L2, L3, PE    | Vertrieb nicht mehr erlaubt                                                                                                   | SNV 24524             |
| T11 (SEV 1011:1998) | Stecker   |                                         | Zweipoliger Stecker (nicht teilisoliert)                    | 250 V / 10 A       | L, N              | Genormt seit 1952. Produktion und Import seit 31. Dezember 2012 nicht mehr erlaubt Vertrieb seit Ende 2016 nicht mehr erlaubt | SNV 24506             |
| T11 (SEV 1011:2009) | Kupplung  |                                         | Zweipolige Kupplung mit Schutzkragen (nur ortsveränderlich) | 250 V / 10 A       | L, N              | | SEV 6533-1:2009       |
| T11 (SEV 1011:2009) | Stecker   |                                         | Zweipoliger Stecker mit teilisolierten Steckerstiften       | 250 V / 10 A       | L, N              | seit 2009 | SEV 6533-2:2009       |
| T12 (SEV 1011:1998) | Stecker   |                                         | Dreipoliger Stecker (nicht teilisoliert)                    | 250 V / 10 A       | L, N, PE          | Genormt seit 1937. Vertrieb seit Ende 2013 nicht mehr erlaubt                                                                 | SNV 24507             |
| T12 (SEV 1011:2009) | Steckdose |                                         | Dreipolige Flachsteckdose (nur ortsfest)                    | 250 V / 10 A       | L, N, PE          | Vertrieb seit 2017 nicht mehr erlaubt                                                                                         | SEV 6534-1:2009       |
| T12 (SEV 1011:2009) | Stecker   |                                         | Dreipoliger Stecker mit teilisolierten Steckerstiften       | 250 V / 10 A       | L, N, PE          | seit 2009 | SEV 6534-2:2009       |
| T13                 | Steckdose |                                         | Vertiefte dreipolige Steckdose                              | 250 V / 10 A       | L, N, PE          | Genormt seit 1953. | SEV 6535:2009         |
| T14                 | Steckdose | Stecker Typ 14 nach alter Norm SEV 1011 | Dreipolige Übergangssteckdose (Kombination aus T2 und T13)  | 250 V / 10 A       | L, N, 2xPE        | Vertrieb seit 1974 nicht mehr erlaubt                                                                                         | SNV 24509             |
| T15                 | Steckdose |                                         | Dreiphasen-Steckdose                                        | 250 V/440 V / 10 A | L1, L2, L3, N, PE | Wurde 1979 der damaligen Norm SEV 1011:1959 eingeführt.                                                                       | SEV 6532-1:2009       |
| T15                 | Stecker   |                                         | Dreiphasen-Stecker                                          | 250 V/440 V / 10 A | L1, L2, L3, N, PE | | SEV 6532-2:2009       |
| T21                 | Kupplung  |                                         | Zweipolige Kupplung (nur ortsveränderlich)                  | 250 V / 16 A       | L, N              | seit 1998 | SEV 5933-1:2009       |
| T21                 | Stecker   |                                         | Zweipoliger Stecker                                         | 250 V / 16 A       | L, N              | seit 1998 | SEV 5933-2:2009       |
| T23                 | Steckdose |                                         | Dreipolige Steckdose                                        | 250 V / 16 A       | L, N, PE          | seit 1998 | SEV 5934-1:2009       |
| T23                 | Stecker   |                                         | Dreipoliger Stecker                                         | 250 V / 16 A       | L, N, PE          | seit 1998 | SEV 5934-2:2009       |
| T25                 | Steckdose |                                         | Dreiphasen-Steckdose                                        | 250 V/440 V / 16 A | L1, L2, L3, N, PE | seit 1998 | SEV 5932-1:2009       |
| T25                 | Stecker   |                                         | Dreiphasen-Stecker                                          | 250 V/440 V / 16 A | L1, L2, L3, N, PE | seit 1998 | SEV 5932-2:2009       |
| T26                 | Stecker   |                                         | Eurostecker                                                 | 250 V / 2,5 A      | L, N              | | SN EN 50075           |

## Andere Steckervorrichtungen in der Schweiz

### Industriesteckvorrichtungen («J»)
Industriesteckvorrichtungen, sogenannte «J-Stecker» und «J-Steckdosen», wurden in der Industrie und in der Landwirtschaft für dreiphasige Anschlüsse verwendet. Während der Bestandsschutz, der Reparaturen oder Montage einschliesst, heute greift, dürfen seit dem 1. Juli 2008 keine neue Vorrichtungen mehr verkauft werden. Abgelöst wurden sie durch die CEE-Steckvorrichtung.
Industriestecker existieren in verschiedenen Ausführungen für unterschiedliche Nennströme, wie J15-4 (15 Ampère, vier Pole; ohne Neutralleiter) oder J75-5 (75 Ampère, fünf Pole; mit Neutralleiter):
| J-Bezeichnung | SEV-Typ | Nennstrom | Anschlüsse        |
| ------------- | ------- | --------- | ----------------- |
| J15-4         | Typ 30  | 15 A      | L1, L2, L3, PE    |
| J15-5         | Typ 34  | 15 A      | L1, L2, L3, N, PE |
| J25-4         | Typ 52  | 25 A      | L1, L2, L3, PE    |
| J25-5         | Typ 53  | 25 A      | L1, L2, L3, N, PE |
| J40-4         | Typ 56  | 40 A      | L1, L2, L3, PE    |
| J40-5         | Typ 57  | 40 A      | L1, L2, L3, N, PE |
| J75-4         | Typ 60  | 75 A      | L1, L2, L3, PE    |
| J75-5         | Typ 61  | 75 A      | L1, L2, L3, N, PE |

### Steckvorrichtungen TypCEE
Die Stecker der Reihe J wurden durch die CEE-Stecker abgelöst. Die Stecker entsprechen der Norm IEC 60309 (6h).
| CEE-Bezeichnung | SEV-Typ | Nennstrom | Anschlüsse        | Bemerkungen                                                                 |
| --------------- | ------- | --------- | ----------------- | --------------------------------------------------------------------------- |
| CEE 16-3        | Typ 70  | 16 A      | L, N, PE          | Darf nur an Bootsanlegestellen und auf Campingplätzen verwendet werden      |
| CEE 16-5        | Typ 75  | 16 A      | L1, L2, L3, N, PE |                                                                             |
| CEE 32-3        | Typ 71  | 32 A      | L, N, PE          | In der Schweiz bis auf Weiteres verboten (Stecker T7 mechanisch kompatibel) |
| CEE 32-5        | Typ 76  | 32 A      | L1, L2, L3, N, PE |                                                                             |
| CEE 63-3        | Typ 72  | 63 A      | L, N, PE          |                                                                             |
| CEE 63-5        | Typ 77  | 63 A      | L1, L2, L3, N, PE |                                                                             |
| CEE 125-3       | Typ 73  | 125 A     | L, N, PE          |                                                                             |
| CEE 125-5       | Typ 78  | 125 A     | L1, L2, L3, N, PE |                                                                             |